# Martacerta
Martacerta, ou Agdara (em armênio/arménio: Մարտակերտ; romaniz.: Martakert; em azeri: Ağdərə) é uma cidade no distrito Tartar no Azerbaijão, na região do Alto Carabaque. Até 2023, era controlada pela dissidente República de Artsaque, como centro da província de Martacerta. A aldeia tinha uma população de maioria étnica armênia até o êxodo da população armênia do Alto Carabaque após a ofensiva do Azerbaijão em 2023. A cidade sofreu forte destruição pelas forças do Azerbaijão durante a Primeira Guerra do Alto Carabaque. Segundo o censo de 2016, havia 4 600.